# Kein Lied für meinen Vater
Kein Lied für meinen Vater (Originaltitel: I Never Sang for My Father) ist ein Filmdrama von Gilbert Cates aus dem Jahr 1970.

## Handlung
Gene Garrison ist ein Professor aus New York City, der sein Leben ändern möchte und den Plan hat, seine Freundin zu heiraten und nach Kalifornien umzuziehen. Seine Mutter Margaret versteht seinen Wunsch umzuziehen, aber warnt ihn, dass ein derartig weiter Wegzug schmerzlich für seinen Vater Tom sein könnte.
Kurz vor der Hochzeit stirbt Genes Mutter Margaret. Seine Schwester, die von ihrem Vater verstoßen wurde, weil sie einen jüdischen Mann heiratete, rät Gene, sein eigenes Leben zu leben und sich nicht vom Vater kontrollieren zu lassen.

## Auszeichnungen
Bei der Oscarverleihung 1971 war Kein Lied für meinen Vater für drei Oscars nominiert: Melvyn Douglas als bester Hauptdarsteller, Gene Hackman als bester Nebendarsteller sowie Robert Anderson für das beste adaptierte Drehbuch, das er nach seinem eigenen Stück verfasste.
Melvyn Douglas war außerdem 1971 für einen Golden Globe als bester Hauptdarsteller in einem Drama sowie für einen Laurel Award nominiert. Robert Anderson gewann schließlich den Preis der Writers Guild of America für das beste adaptierte Drehbuch.

## Kritik
Das Lexikon des Internationalen Films nannte den Film eine „behutsam inszenierte und gespielte Bühnenverfilmung aus den USA.“